# Хелен Тейлор Томпсон
Хелен Маргарет Тейлор Томпсон, урождённая Лори Уокер (9 августа 1924 — 6 сентября 2020) — британская гуманитарная работница, соучредительница первого в Европе хосписа для больных СПИДом.

## Жизнь
Хелен служила в Управлении специальных операций во время Второй мировой войны, подписала акт о государственной тайне в возрасте девятнадцати лет, получала и отправляла закодированные сообщения агентам на местах.
В 1952 году Хелен стала членом правления миссионерской больницы Милдмей. Больница была основана Кэтрин Пеннефатер в 1877 году в переоборудованном складе в трущобах Олд Николь за церковью Шордич. Её планировалось закрыть в 1980-х годах, но Хелен возглавила кампанию, чтобы оставить больницу открытой, и, вдохновленная идеей любви Христа к изгоям, превратила её в первую в Европе больницу для больных СПИДом, несмотря на сильное сопротивление.
Вместе с лордом Эндрю Мосоном и Адель Блейкбро в 1995 году Хелен организовала обед для 33 000 человек самого разного происхождения. Это мероприятие, получившее название «Великий банкет», побудило к созданию в 1998 году Сети действий сообщества, которая продолжает оказывать поддержку другим благотворительным организациям.
В 2000 году Хелен основала благотворительную организацию «Образование спасает жизни», призванную обучать детей в развивающихся странах вопросам сохранения здоровья.

## Признание и дальнейшая жизнь
В 2018 году она была выбрана Би-би-си в качестве одной из 100 женщин.
Хелен умерла в сентябре 2020 года в возрасте 96 лет.